# Charlestown (Wisconsin)
Charlestown è un comune degli Stati Uniti, situato in Wisconsin, nella Contea di Calumet.